# Клюквенный (Новосибирская область)
Клюквенный — упразднённый посёлок в Новосибирском районе Новосибирской области. На момент упразднения входил в состав Станционного сельсовета. В 2005 году населённый пункт, включён в состав Калининского района Новосибирска и исключен из учётных данных.

## География
Расположен приблизительно в 1800 м северо-восточнее микрорайона Снегири и примерно в 530 м юго-восточнее Ключевого жилмассива (Новосибирский район), расстояние от Клюквенного до посёлка Пашино (также входящего в состав Калининского района) составляет около 4900 м. Площадь посёлка — 441,5 га.

## История
Посёлок возник благодаря строительству в 1931 году 100-киловатной радиостанции РВ-76 № 1. Сначала для рабочих были сооружены временные бараки, кухня, столовая и красный уголок. Позднее был построен 16-квартирный жилой дом. В 2005 году населённый пункт включили в состав города, а в 2006 году посёлок Клюквенный сменил название на «микрорайон Клюквенный», однако во многих информационных источниках он продолжает именоваться как «посёлок Клюквенный».

## Причины включения в состав города
Поводом присоединения посёлка к городу послужило то, что услуги водоснабжения, отопления и электроэнергии Клюквенный получает от организаций Калининского района. К тому же радиостанция, расположенная в посёлке, зарегистрирована в Ленинском районе Новосибирска.

## Население
По переписи 2002 года в посёлке проживал 271 человек (122 мужчины и 149 женщин)

## Инфраструктура
По состоянию на 2016 год в посёлке насчитывается 12 жилых домов (10 двухэтажных, 1 трёхэтажный и 1 одноэтажный), имеется продуктовый магазин. Единственная улица посёлка — улица Подневича (бывшая улица Берёзовая).

## Организации
Радиостанции № 1 Сибирского регионального центра ФГУП «РТРС»

## Транспорт
В посёлке установлена одна остановка наземного транспорта. Транспортную связь с основной частью города осуществляет маршрутное такси № 87 (пос. Клюквенный—Площадь Калинина).
18 декабря 2024 г. на ж/д ветке в Пашино открылась остановочная платформа «Клюквенный» Новосибирской городской электрички.